# Prenet
Prenet är ett berg i Tjeckien.   Det ligger i regionen Plzeň, i den västra delen av landet, 130 km sydväst om huvudstaden Prag. Toppen på Prenet är 1 070 meter över havet.
Terrängen runt Prenet är huvudsakligen kuperad.Runt Prenet är det ganska glesbefolkat, med 21 invånare per kvadratkilometer. Närmaste större samhälle är Klatovy, 18,8 km norr om Prenet. I omgivningarna runt Prenet växer i huvudsak blandskog.